# Philip Stone

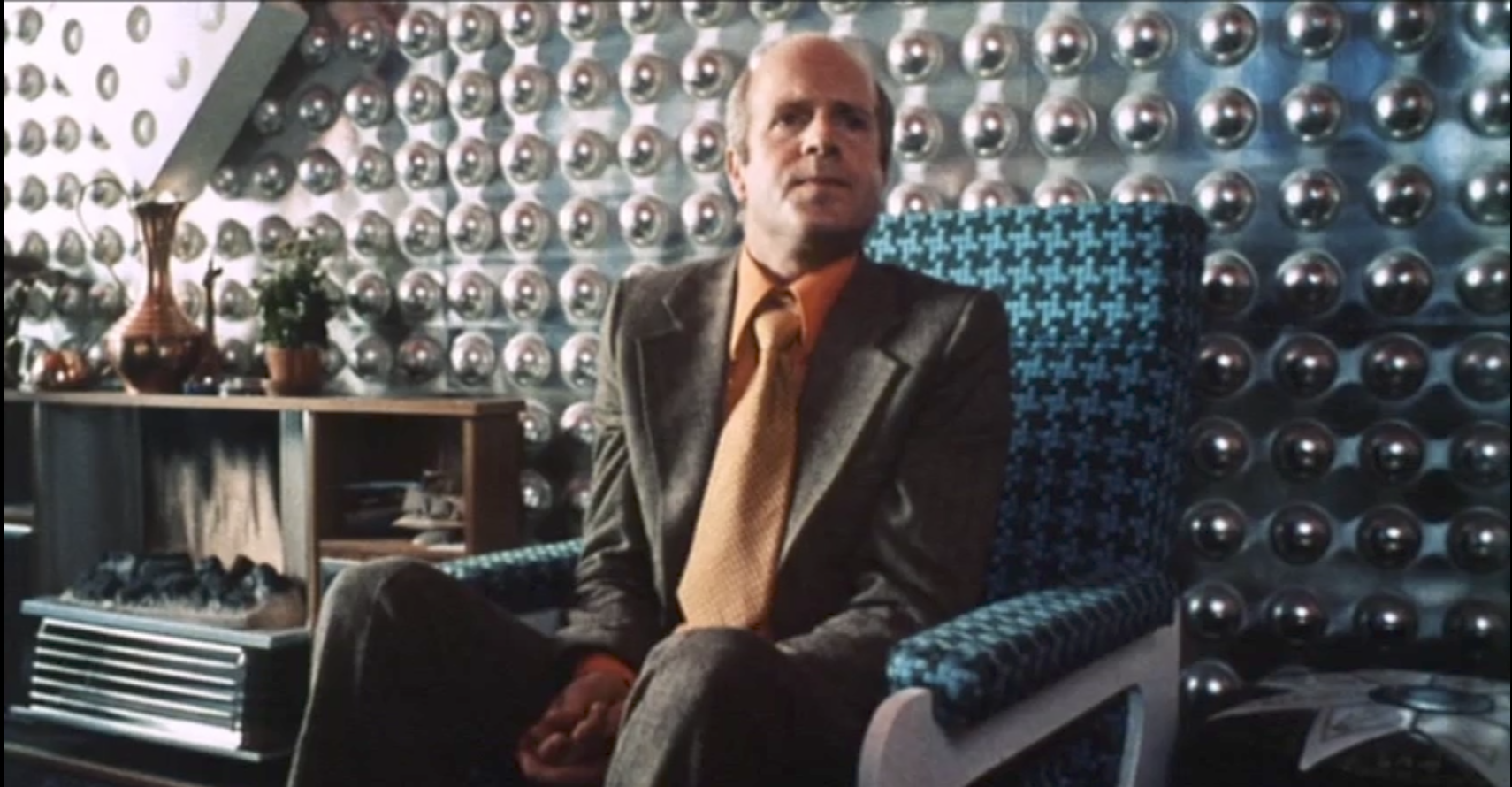
Philip Stone in Clockwork Orange

Philip Stone, geboren als Philip Stones (* 14. April 1924 in Kirkstall, West Yorkshire; † 15. Juni 2003 in London) war ein britischer Schauspieler.

## Leben und Karriere
Stone wurde als jüngstes von vier Kindern eines Schulleiters geboren. Er verließ die Schule mit 14 Jahren, um in einer Ingenieursfirma zu arbeiten. Im Zweiten Weltkrieg diente er in der Royal Air Force, ab 1943 nahm er nebenbei ein Schauspielstudium am Leeds College of Music and Drama auf. Sein Bühnendebüt machte er 1947, doch wenig später musste er aufgrund einer Tuberkulose lange pausieren und die Hälfte seiner Lunge wurde entfernt. Danach arbeitete er für einige Jahre wieder in derselben Ingenieursfirma wie vorher und spielte Theater nur noch als Hobby, doch seine Frau Margaret bestärkte ihn darin, es noch einmal professionell mit der Schauspielerei zu versuchen. Das Paar zog hierfür nach London.
Stone machte sein Fernsehdebüt im Jahr 1960 und konnte sich im weiteren Verlauf der 1960er-Jahre als versierter Fernsehdarsteller etablieren. Nach vielen Nebenrollen steigerte die Serie The Rat Catchers seinen Bekanntheitsgrad, in der er ab 1966 einen ausgesprochen nüchtern und unglamurös wirkenden Geheimagenten verkörperte. Parallel begann er auch  erfolgreich an Bühnen in London aufzutreten, so verkörperte er etwa 1969 in dem Stück The Contractor unter Regie von Lindsay Anderson am Royal Court Theatre eine der Hauptrollen.
International bekannt wurde Stone schließlich durch seine Zusammenarbeit mit dem Regisseur Stanley Kubrick, der auf Stone während einer der Vorstellungen von The Contractor aufmerksam geworden war. Er spielte in drei Filmen Kubricks: In Uhrwerk Orange (1971) verkörperte er den Vater von Alex, in Barry Lyndon (1975) übernahm er die Rolle des Anwaltes Graham und in The Shining (1980) die des toten Hausverwalters Delbert Grady, der seine Familie umgebracht hatte. Für Kubrick gab Stone meist besonders durchschnittlich bzw. verschüchtert wirkende Figuren, bei seinem Auftritt in Shining aber auch mit einer Unheimlichkeit, die sich erst schrittweise enthüllt. Weitere nennenswerte Nebenrollen hatte Stone als Alfred Jodl in Hitler – Die letzten zehn Tage (1972), als Kapitän Arthur Rostron in S.O.S. Titanic (1979), als Hohepriester Zogi in Flash Gordon (1980), als BIA-Captain Blumbertt in Indiana Jones und der Tempel des Todes (1984) sowie als Schwiegervater des von Ben Kingsley gespielten Moses in der Miniserie  Die Bibel – Moses (1995).
Ende der 1990er-Jahre ließ er seine Schauspielkarriere ausklingen. Stone war von 1953 bis zu deren Tod 1984 mit Margaret Pickford verheiratet, die beiden hatten zwei Kinder.

## Filmografie (Auswahl)
- 1960: An Age of Kings (Fernsehserie, 2 Folgen)
- 1961: Mit Schirm, Charme und Melone (The Avengers, Fernsehserie, 2 Folgen)
- 1961–1965: Coronation Street (Fernsehserie, 9 Folgen)
- 1963: Simon Templar (The Saint, Fernsehserie, Folge 2x06)
- 1963: Badger's Bend (Fernsehserie, 12 Folgen)
- 1964: Edgar Wallace Mysteries (Fernsehserie, Folge 5x10)
- 1965: James Bond 007 – Feuerball (Thunderball)
- 1965: Ein Platz ganz oben (Life at the Top)
- 1966–1967: The Rat Catchers (Fernsehserie, 26 Folgen)
- 1968: Agenten sterben einsam (Where Eagles Dare)
- 1970: Der Mann, der die Frauen beherrschte (The Man Who Had Power Over Women)
- 1970: Schatten der Angst (Fragment of Fear)
- 1970: Liebe, Liebe usw. (Carry On Loving)
- 1971: Auf der Suche nach Liebe (Quest for Love)
- 1971: Jason King (Fernsehserie, Folge 1x04)
- 1971: Ein Streik kommt selten allein (Carry On at Your Convenience)
- 1971: Uhrwerk Orange (A Clockwork Orange)
- 1971–1973: Justice (Fernsehserie, 17 Folgen)
- 1973: Hitler – Die letzten zehn Tage (Hitler: The Last Ten Days)
- 1973: Der Erfolgreiche (O Lucky Man!)
- 1975: Barry Lyndon
- 1976: Die Mädchen aus dem Weltraum (Star Maidens, Fernsehserie, Folge 1x05)
- 1976: Reise der Verdammten (Voyage of the Damned)
- 1978: Der Schrecken der Medusa (The Medusa Touch)
- 1978: Der Herr der Ringe (The Lord of the Rings) (Stimme)
- 1979: S.O.S. Titanic (Fernsehfilm)
- 1980: Shining (The Shining)
- 1980: Flash Gordon
- 1981: Das Condor-Komplott (Green Ice)
- 1983: Das Phantom von Budapest (The Phantom of the Opera, Fernsehfilm)
- 1983: Jim Bergerac ermittelt (Bergerac, Fernsehserie, Folge 2x06)
- 1983: Martin Luther, Heretic (Fernsehfilm)
- 1984: Blutsbande (Lace, Miniserie, 2 Folgen)
- 1984: Johannes Paul II. – Sein Weg nach Rom (Pope John Paul II, Fernsehfilm)
- 1984: Indiana Jones und der Tempel des Todes (Indiana Jones and the Temple of Doom)
- 1984: Yes Minister (Fernsehserie, Folge 3x08 Parteispiele)
- 1985: Charters & Caldicott (Miniserie, 5 Folgen)
- 1985: Jenny's War (Miniserie, 4 Folgen)
- 1986: Rebell der Wüste (Harem, Fernsehfilm)
- 1990: In Sickness and in Health (Fernsehserie, 2 Folgen)
- 1993: Das Wunder von Mâcon (The Baby of Mâcon)
- 1994: Heartbeat (Fernsehserie, Folge 4x09)
- 1995: Die Bibel – Moses (Moses, Miniserie)
- 1997: Dalziel und Pascoe – Mord in Yorkshire (Dalziel and Pascoe, Fernsehserie, Folge 2x03)
- 1998: A Certain Justice (Fernsehserie, 3 Folgen)
- 1999: Katastrophe im Schwarzen Loch (Doomwatch: Winter Angel, Fernsehfilm)